# Aysenoides terricola
Aysenoides terricola là một loài nhện trong họ Anyphaenidae.
Loài này thuộc chi Aysenoides. Aysenoides terricola được miêu tả năm 2003 * bởi M. J. Ramírez.